# Rochelle Rao
Rochelle Rao, född 25 november 1988, är en indisk modell. Hon blev utsedd till Femina Miss India International 2012.